# Propionát

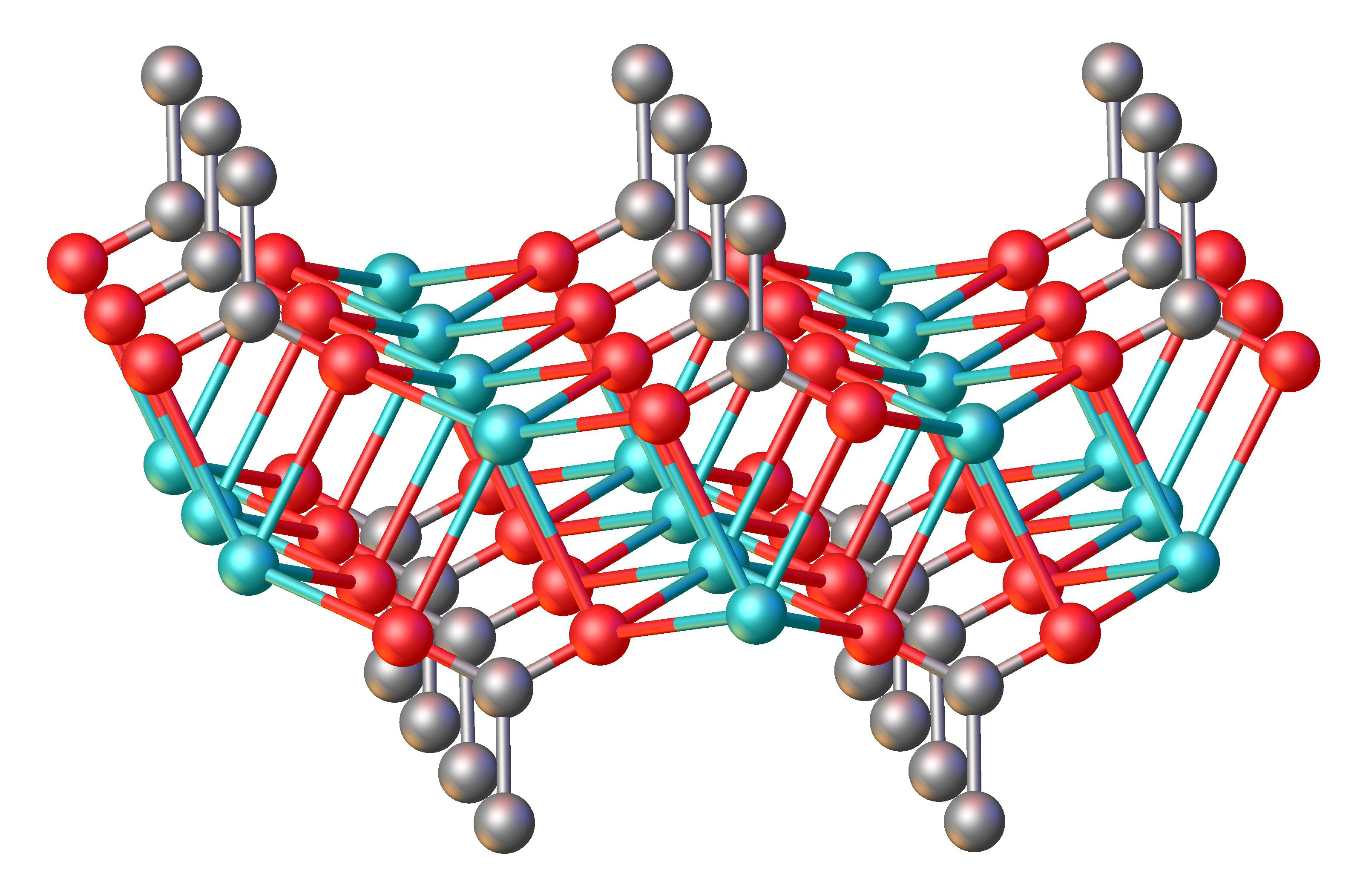
propionát sodný - molekulová struktura

Propionáty (též propionany, systematicky propanoáty) jsou soli nebo estery kyseliny propionové. Většina z nich je ve vodě poměrně dobře rozpustná. 

## Výroba
Většinu propionanů lze připravit reakcí kyseliny s kovem. Příklady těchto reakcí jsou:
- 2 CH3CH2COOH + Zn → Zn(CH3CH2COO)2 + H2
- 6 CH3CH2COOH + 2 Fe → 2 Fe(CH3CH2COO)3 + 3H2

Reakce takto probíhá se všemi kovy, které jsou v Beketovově řadě kovů nalevo od vodíku, tedy reaktivnější, než je vodík. Reakce probíhají i se solemi slabých kyselin (nebo s hydroxidy či oxidy) kovů ušlechtilých i neušlechtilých:
- CuCO3 + 2CH3CH2COOH → Cu(CH3CH2COO)2 + CO2 + H2O
- NaOH + CH3CH2COOH → CH3CH2COONa + H2O

Pro reakci s čistými ušlechtilými kovy je třeba užít oxidační činidlo, vhodným příkladem je zejména peroxid vodíku:
- Cu + H2O2 + 2 CH3CH2COOH → Cu2+ + H2O + 2CH3CH2COO− → H2O + Cu(CH3CH2COO)2

### Vznik esterů
Tato kyselina tvoří estery. Vznikají reakcí kyseliny propionové s příslušným alkoholem, přičemž se odštěpí z karboxylové skupiny OH a z alkoholové skupiny H, což vytvoří vodu. Tato reakce probíhá sama, díky oxoniovým iontům v kyselině octové, nicméně reakce probíhá podstatně rychleji a úplněji za přítomnosti silné kyseliny, obvykle kyseliny sírové, která napomáhá při odštěpování vody. Reakce probíhá takto:

CH3CH2COOH + HOR —H2SO4→ CH3CH2COOR + H2O

## Využití jako potravinářská aditiva
Kyselinu propionovou a její soli využívá potravinářský průmysl jako konzervační činidlo prodlužující trvanlivost potravin, například chlebů, toustů, sendvičů, baget, ale i výrobků z masa a z ryb. Na obalech potravin je najdeme pod kódy E 280 – kyselina propionová, E 281 – propionan sodný, E 282 – propionan vápenatý nebo E 283 – propionan draselný.

## Příklady
- Propionan sodný CH3CH2COONa
- Propionan draselný CH3CH2COOK
- Propionan vápenatý (CH3CH2COO)2Ca
- Propionan železitý (CH3CH2COO)3Fe